# HMCS Iroquois (G89)
HMCS Iroquois (G89/DDE 217) là một tàu khu trục lớp Tribal được Anh Quốc chế tạo cho Hải quân Hoàng gia Canada trong Chiến tranh Thế giới thứ hai. Nó là chiếc tàu chiến đầu tiên của Canada mang cái tên này.

## Lịch sử hoạt động
Từ đầu năm 1944, Iroquois đã hoạt động tích cực trong khu vực eo biển Manche trước và sau Chiến dịch Overlord, đánh chìm hay làm hư hại một số tàu đối phương. Nó đã cùng tàu chị em Haida gặp gỡ tàu tuần dương hạng nhẹ thuộc lực lượng Pháp tự do Jeanne d'Arc, vốn khởi hành từ Algiers đi đến Cherbourg chuyên chở Chính phủ lâm thời Pháp. Sau đó nó hộ tống cho chiếc tàu biển chở hành khách RMS Queen Mary đưa Thủ tướng Winston Churchill đi dự Hội nghị Quebec thứ hai. Nó tiếp tục hộ tống các đoàn tàu vận tải đi sang Nga cho đến tháng 5 năm 1945, khi Đức đầu hàng.
Iroquois đã tham gia hộ tống các tàu chiến Anh giải phóng Na Uy, rồi cùng các tàu tuần dương Anh Dido, Devonshire và tàu khu trục Savage đi đến Copenhagen, rồi hướng đến Wilhelmshaven để hộ tống cho các tàu tuần dương Đức Prinz Eugen và Nürnberg đầu hàng. Sau đó, nó quay trở về cảng Halifax, Nova Scotia để tái trang bị nhiệt đới hóa nhằm hoạt động tại Viễn Đông, nhưng công việc bị hủy bỏ do Nhật Bản chấp nhận đầu hàng vào tháng 8 năm 1945, và nó được đưa về lực lượng dự bị.
Sau khi Thế Chiến II kết thúc, Iroquois còn tiếp tục phục vụ ngoài khơi bán đảo Triều Tiên trong cuộc Chiến tranh Triều Tiên, dưới quyền chỉ huy của William Landymore.:1173 Vào ngày 2 tháng 10 năm 1952, con tàu bị hỏa lực pháo phòng thủ duyên hải đối phương bắn trúng, làm thiệt mạng ba người và bị thương 10 người khác. Đó là thiệt hại nhân mạng duy nhất của trong cuộc xung đột này.